# 伊調千春
伊調 千春（いちょう ちはる、1981年10月6日 - ）は、日本の元女子レスリング選手。青森県八戸市出身。アテネオリンピック、および北京オリンピック女子48kg級銀メダリスト。身長157cm。
妹の馨も階級は違うが同じ競技で金メダリスト。中京女子大学（現・至学館大学）卒業。学位は学士 (健康スポーツ科学)。そのほか名誉学位・称号として名誉修士（中京女子大学）を有する。

## 経歴
1986年に青森県の八戸クラブでレスリングを始め、長者中学校から京都府の網野高校へ、更に東洋大学へと進学し、女子レスリングの強豪として活躍していたが、2002年4月に東洋大学を中退して女子レスリングの強豪校として知られる中京女子大学（現・至学館大学）へ入学。
ライバルの坂本真喜子を破って出場したアテネオリンピックでは金メダル確実といわれたが、決勝戦でイリーナ・メルニク（ウクライナ）に延長の末に協議判定で敗れ銀メダルとなった。
2006年春、綜合警備保障に入社・レスリング部入りし、2008年の北京オリンピックでリベンジを誓ったが、またしても決勝戦で敗れ2大会連続の銀メダルとなった。試合終了後、「北京をひとつの区切りと思っていた。レスリング有難うと言いたい」と話し、試合後の8月18日に行った記者会見において、妹の馨とともに現役引退することを表明した。しかし、2008年9月10日に引退することを撤回した。
2010年4月より青森県立八戸西高等学校教諭（保健体育） に着任し、その後現役を引退。

## 戦績
- 1999年 全日本女子選手権51kg級準優勝
- 2000年 ジャパンクイーンズカップ51kg級準優勝
- 2000年 世界ジュニア選手権50kg級優勝
- 2000年 全日本選手権51kg級3位
- 2001年 ジャパンクイーンズカップ51kg級準優勝
- 2001年 世界ジュニア選手権50kg級優勝
- 2002年 ジャパンクイーンズカップ51kg級優勝
- 2002年 世界学生選手権51kg級優勝
- 2002年 世界選手権51kg級準優勝
- 2002年 全日本選手権51kg級優勝
- 2003年 ジャパンクイーンズカップ51kg級準優勝
- 2003年 世界選手権51kg級優勝
- 2003年 全日本選手権48kg級優勝
- 2004年 ジャパンクイーンズカップ48kg級準優勝
- 2004年 アテネオリンピック48kg級準優勝
- 2005年 ジャパンクイーンズカップ51kg級優勝
- 2005年 全日本選手権48kg級優勝
- 2005年 ワールドカップ51kg級優勝
- 2006年 ジャパンクイーンズカップ48kg級優勝
- 2006年 ワールドカップ48kg級優勝
- 2006年 世界選手権48kg級優勝
- 2007年 世界選手権48kg級優勝
- 2008年 北京オリンピック48kg級準優勝

## 脚註
1. ↑  祝!伊調姉妹メダル獲得!! - 八戸市・2020年1月7日最終更新（これに『長者中学校』卒業の記載あり）
2. ↑  伊調姉妹が引退表明 サンケイスポーツ 2008年8月18日配信、19日閲覧
3. ↑  レスリング：五輪女子銀の伊調千春さん、八戸西高教諭に　／青森 毎日jp、2010年4月7日閲覧